# St. Stephen (Carolina del Sud)
St. Stephen és una població dels Estats Units a l'estat de Carolina del Sud. Segons el cens del 2000 tenia 1.000.343 habitants.

## Demografia
Segons el cens del 2000, St. Stephen tenia 1.776 habitants, 640 habitatges i 453 famílies. La densitat de població era de 278,7 habitants/km².
Dels 640 habitatges en un 37,7% hi vivien nens de menys de 18 anys, en un 40% hi vivien parelles casades, en un 27% dones solteres, i en un 29,2% no eren unitats familiars. En el 26,7% dels habitatges hi vivien persones soles el 10,5% de les quals corresponia a persones de 65 anys o més que vivien soles. El nombre mitjà de persones vivint en cada habitatge era de 2,65 i el nombre mitjà de persones que vivien en cada família era de 3,19.
Per edats la població es repartia de la següent manera: un 32,8% tenia menys de 18 anys, un 8,7% entre 18 i 24, un 22,2% entre 25 i 44, un 21,1% de 45 a 60 i un 15,2% 65 anys o més.
L'edat mediana era de 32 anys. Per cada 100 dones de 18 o més anys hi havia 68,2 homes.
La renda mediana per habitatge era de 20.804 $ i la renda mediana per família de 25.750 $. Els homes tenien una renda mediana de 30.461 $ mentre que les dones 17.784 $. La renda per capita de la població era d'11.258 $. Entorn del 34,6% de les famílies i el 38,9% de la població estaven per davall del llindar de pobresa.

## Poblacions més properes
El següent diagrama mostra les poblacions més properes.